# 392.º Batallón Antiaéreo Pesado
El 392.º Batallón Antiaéreo Pesado  (392. schwere-Flak-Abteilung (o)) fue una unidad de la Luftwaffe durante la Segunda Guerra Mundial.

## Historia
Fue formado en octubre de 1940 del XII Comando Administrativo Aéreo con un solo Grupo de Plana Mayor (conocido como 392.º Batallón de Reserva Antiaérea hasta julio de 1942).
Fue formado con la 1 a la 5.º Bat./392.º Batallón de Reserva Antiaérea en julio de 1941:
- 1.º Bat./392.º Batallón de Reserva Antiaérea desde la 2.º Bat./341.º Batallón de Reserva de Fortificación Antiaérea
- 2.º Bat./392.º Batallón de Reserva Antiaérea desde la 3.º Bat./341.º Batallón de Reserva de Fortificación Antiaérea
- 3.º Bat./392.º Batallón de Reserva Antiaérea desde la 10.º Bat./343.º Batallón de Reserva de Fortificación Antiaérea
- 4.º Bat./392.º Batallón de Reserva Antiaérea desde la 4.º Bat./523.º Batallón de Reserva Antiaérea
- 5.º Bat./392.º Batallón de Reserva Antiaérea desde XIII./4.ª Batería Ligera de Reserva Antiaérea

Reorganizado como Batallón Pesado en 1942:
- 4.º Bat./392.º Batallón de Reserva Antiaérea como la 3.º Bat./995.º Batallón Antiaéreo Ligero, y fue reformada desde 42.ª Batería de la Fuerza Aérea de Barrera
- 5.º Bat./392.º Batallón de Reserva Antiaérea como la 4.º Bat./995.º Batallón Antiaéreo Ligero

En 1942 fueron reformadas la 1.º Bat./392.º Batallón Antiaéreo Pesado como la 1.º Bat./393.º Batallón de Reserva Antiéreo, y la 4.º Bat./166.º Batallón Antiaéreo Pesado; 3.º Bat./392.º Batallón Antiaéreo Pesado como la 3.º Bat./635.º Batallón Antiaéreo Pesado. En 1943 es reformada la 1.º Bat./392.º Batallón Antiaéreo Pesado como la 4.º Bat./548.º Batallón Antiaéreo Pesado.

## Servicios
- 1940–1945: en Kassel (?).
- agosto de 1942: en Kassel.
- 1 de noviembre de 1943: en Kassel bajo la 22.ª División Antiaérea (103.º Regimiento Antiaéreo).
- 1 de enero de 1944: en Kassel bajo la 22.ª División Antiaérea (103.º Regimiento Antiaéreo).
- 1 de febrero de 1944: en Kassel bajo la 22.ª División Antiaérea (103.º Regimiento Antiaéreo).
- 1 de marzo de 1944: en Kassel bajo la 22.ª División Antiaérea (103.º Regimiento Antiaéreo).
- 1 de abril de 1944: en Kassel bajo la 22.ª División Antiaérea (103.º Regimiento Antiaéreo).
- 1 de mayo de 1944: en Kassel bajo la 22.ª División Antiaérea (103.º Regimiento Antiaéreo).
- 1 de junio de 1944: en Kassel bajo la 22.ª División Antiaérea (103.º Regimiento Antiaéreo).
  - En Weimar bajo la 14.ª División Antiaérea (140.º Regimiento Antiaéreo) (2.ª Escuadra/392.º Batallón Pesado Antiaéreo).
- 1 de julio de 1944: en Kassel bajo la 22.ª División Antiaérea (103.º Regimiento Antiaéreo).
  - En Weimar bajo la 14.ª División Antiaérea (140.º Regimiento Antiaéreo) (2.ª Escuadra/392.º Batallón Pesado Antiaéreo).
- 1 de agosto de 1944: en Kassel bajo la 4.ª División Antiaérea (103.º Regimiento Antiaéreo) (1.ª Escuadra, 2.ª Escuadra, 3.ª Escuadra, 4.ª Escuadra/392.º Batallón Pesado Antiaéreo).
- 1 de septiembre de 1944: en Kassel bajo la 4.ª División Antiaérea (103.º Regimiento Antiaéreo) (2.ª Escuadra, 3.ª Escuadra, 4.ª Escuadra/392.º Batallón Pesado Antiaéreo).
- 1 de octubre de 1944: en Kassel bajo la 4.ª División Antiaérea (103.º Regimiento Antiaéreo) (2.ª Escuadra, 3.ª Escuadra, 4.ª Escuadra/392.º Batallón Pesado Antiaéreo).
- 1 de noviembre de 1944: en Kassel bajo la 4.ª División Antiaérea (103.º Regimiento Antiaéreo) (2.ª Escuadra, 3.ª Escuadra, 4.ª Escuadra/392.º Batallón Pesado Antiaéreo).
- 1 de diciembre de 1944: en Kassel bajo la 4.ª División Antiaérea (103.º Regimiento Antiaéreo) (2.ª Escuadra, 3.ª Escuadra, 4.ª Escuadra/392.º Batallón Pesado Antiaéreo).